# Most Rušmija
Most Rušmija nebo Most ha-Giborim (hebrejsky: גשר רושמיה, Gešer Rušmija, nebo hebrejsky: גשר הגיבורים, Gešer ha-Giborim, doslova Most hrdinů) je most přes vádí Nachal Giborim (arabsky: Vádí Rušmija) v Haifě v Izraeli.

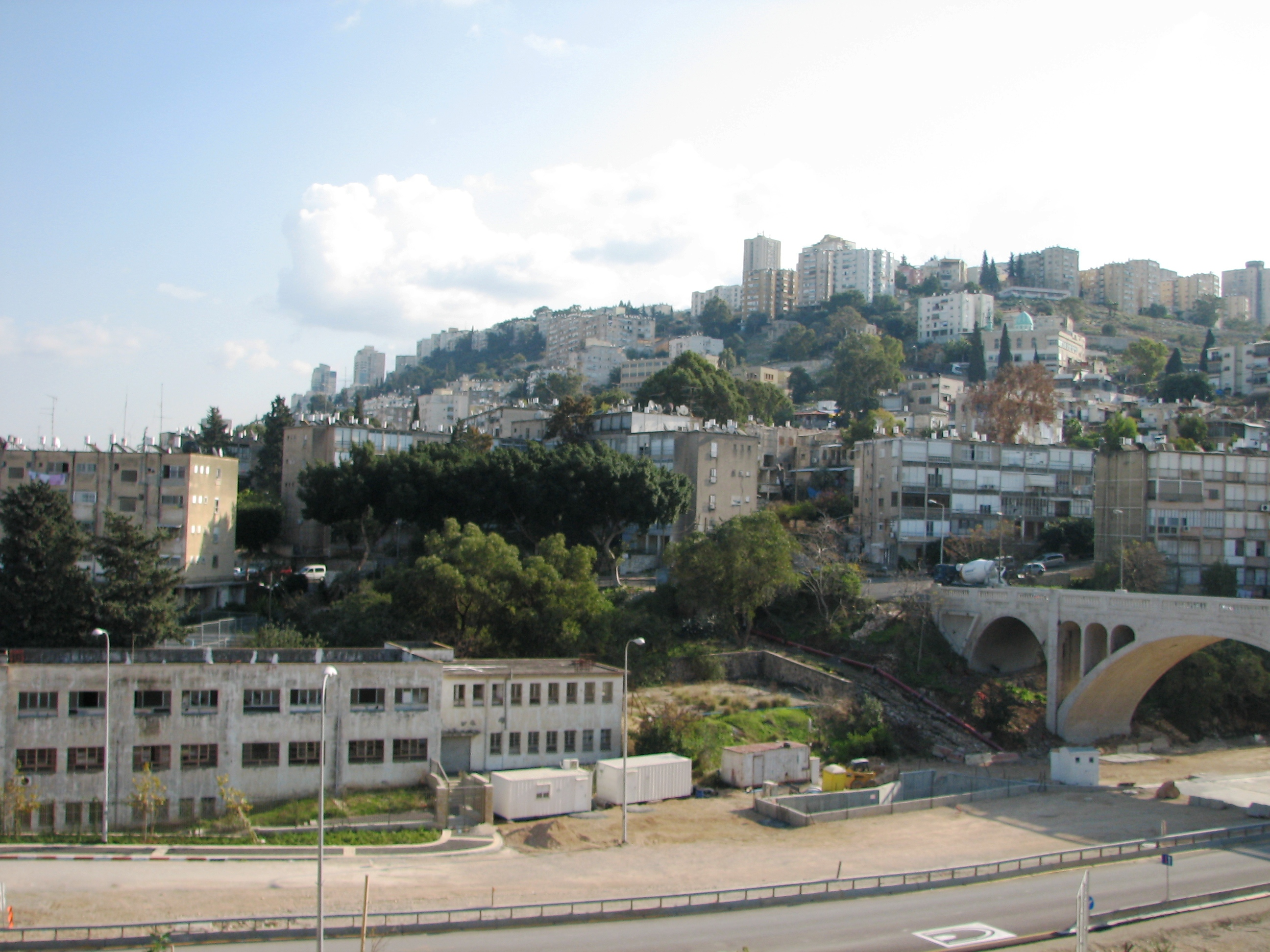
Zástavba ve čtvrti Chalisa, v popředí Most Rušmija, v pozadí čtvrť Tel Amal

Spojuje dolní centrum města Haifa se čtvrtí al-Chalisa. Vádí Nachal Giborim vytváří výrazný terénní zářez, který ve východozápadním směru rozděloval Haifu. Most byl postaven roku 1927 za starosty Hasana Bej Šukriho. V té době se v údolí Nachal Giborim a ve vyvýšených lokalitách při jeho horním toku těžil kámen. K zdejším lomům tak pod mostem vedla provizorní železniční vlečka. Později byla zrušena spolu s lomy. Most byl postaven z betonu a představoval z inženýrského hlediska jednu z nejmodernějších staveb tohoto typu v tehdejší mandátní Palestině. Jeho oblouk měl rozpětí 30 metrů.
Současný hebrejský název mostu odkazuje na hrdiny z první arabsko-izraelské války respektive z předcházejícího období občanské války v Palestině v roce 1948, kdy zde probíhaly boje v rámci soupeření Židů a Arabů o kontrolu nad Haifou. Bojů se účastnila Brigáda Karmeli a její oddíl Gdud 22 (batalión číslo 22). Strategický význam zde měl zejména právě Most Rušmija, který vedl ve východozápadním směru přes vádí a umožňoval tak dopravní spojení mezi centrem města a východními předměstími. 22. dubna 1948 se židovským silám podařilo most ovládnout.
V roce 1992 vyrostl několik desítek metrů po proudu vedle starého mostu i nový most nazvaný Gešer Gdud 22. Doprava pak byla rozdělena mezi oba mosty. Po starém vede jednosměrný provoz východním směrem, po novém se jezdí jednosměrně západním směrem. Starý most prošel roku 2005 rekonstrukcí.